# Шубін (гміна)
Гміна Шубін (пол. Gmina Szubin) — місько-сільська гміна у північній Польщі. Належить до Накельського повіту Куявсько-Поморського воєводства.
Станом на 31 грудня 2011 у гміні проживало 23998 осіб.

## Площа
Згідно з даними за 2007 рік площа гміни становила 332.09 км², у тому числі:
- орні землі: 57.00%
- ліси: 33.00%

Таким чином, площа гміни становить 29.64% площі повіту.

## Населення
Станом на 31 грудня 2011:
| Опис     | Загалом | Загалом | Чоловіки | Чоловіки | Жінки | Жінки |
| -------- | ------- | ------- | -------- | -------- | ----- | ----- |
| одиниця  | осіб    | %       | осіб     | %        | осіб  | %     |
| все      | 23998   | 100     | 11931    | 49.72    | 12067 | 50.28 |
| міське   | 9546    | 100     | 4651     | 48.72    | 4895  | 51.28 |
| сільське | 14452   | 100     | 7280     | 50.37    | 7172  | 49.63 |

## Сусідні гміни
Гміна Шубін межує з такими гмінами: Біле Блота, Кциня, Лабішин, Накло-над-Нотецем, Жнін.